# Forfar Athletic F.C.
Forfar Athletic Football Club – półamatorski klub piłkarski wywodzący się z Forfar, w Szkocji, w Wielkiej Brytanii, założony w 1885. Członek Scottish Football League, obecnie klub występuje w Scottish League Two, rozgrywając swoje mecze na stadionie Station Park, położonym w północnej części miasta.

## Sukcesy
- Mistrzostwo Scottish Second Division(1): 1983/84;
- Mistrzostwo Scottish Third Division (1): 1994/95;

## Rekordy

### Klubowe
Najwyższe zwycięstwo14–1 Lindertis, 1 września 1988
Najwyższa porażka2–12 King's Park, 1 stycznia 1930
Najwyższa domowa frekwencja10 780 przeciwko Rangers, 7 lutego 1970
Najwięcej bramekJohn Clark, 127, 1978–1991
Najwięcej bramek w sezonieDave Kilgour, 45, 1929–30
Najwięcej występówIan McPhee, 534, 1979–1998